# Chedimanops
Genre
Chedimanops est un genre d'araignées aranéomorphes de la famille des Palpimanidae.

## Distribution
Les espèces de ce genre sont endémiques du Congo-Kinshasa.

## Liste des espèces
Selon World Spider Catalog (version 18.0, 01/03/2017) :
- Chedimanops eskovi Zonstein & Marusik, 2017
- Chedimanops rwenzorensis Zonstein & Marusik, 2017

## Publication originale
- Zonstein & Marusik, 2017 : Descriptions of the two-eyed African spider genera Chedimanops gen. n. and Hybosidella gen. n. (Araneae, Palpimanidae, Chediminae). African Invertebrates, vol. 58, no 1, p. 23-47.